# Falsch
Falsch is een Belgische dramafilm uit 1987 onder regie van Jean-Pierre en Luc Dardenne.

## Verhaal
Bij valavond landt een vliegtuig op een kleine luchthaven. De enige passagier die uitstapt is Joe, de laatste overlevende van de Joodse familie Falsch. In 1938 heeft hij Berlijn verlaten. In de aankomsthal wacht zijn overleden familie hem op.

## Rolverdeling
| Acteur            | Personage |
| ----------------- | --------- |
| Bruno Cremer      | Joe       |
| Jacqueline Bollen | Lilli     |
| Nicole Colchat    | Mina      |
| Christian Crahay  | Gustav    |
| Millie Dardenne   | Bela      |
| Bérangère Dautun  | Rachel    |
| John Dobrynine    | Georg     |
| André Lenaerts    | Ruben     |
| Christian Maillet | Jacob     |
| Jean Mallamaci    | Benjamin  |
| Gisèle Oudart     | Natalia   |
| Marie-Rose Roland | Daniella  |
| François Sikivie  | Oscar     |